# Захливный, Григорий Петрович
Григорий Петрович Захливный (укр. Григорій Петрович Захлівний, род. 23 марта 1952) — советский регбист, украинский и российский регбийный тренер. Выступал на позиции фулбэка (№ 15). Мастер спорта СССР (1979).

## Биография
Играл за киевскую команду «Политехник» (она же — КПИ). В 1979 году в составе «Политехника» играл в финале Кубка СССР (поражение 0:24), после финала вместе с другими игроками клуба получил звание мастера спорта СССР. Вошёл в символическую сборную чемпионата СССР 1979 и 1980 годов, причём в 1980 году набрал 93 очка и занял 5-е место в рейтинге бомбардиров (40 на первом этапе чемпионата, 53 на втором).
За сборную УССР играл в 1978-79 годах. С 1981 года занимался регби в Феодосии, как игрок и тренер взрослой команды завода «Море» 1-й лиги чемпионата Украины. В 1993 году создан регбийный клуб «Море» по подготовке детей и юношей.
В дальнейшем работал тренером феодосийского клуба «Море», с которым выиграл первый тур чемпионата Украины по регби-7 2012 года. В 2006 году работал помощником главного тренера сборной Украины до 18 лет Павла Гугуева на чемпионате Европы группы в Италии. Трижды был вторым тренером сборной Украины по регби – юноши    U-18,  выступали в чемпионатах Европы и международных турнирах..В 2012 году назначен главным тренером  сборной Украины по регби среди юношей U-18. На чемпионате Европы (Мадрид)  в  группе В заняли 3-е место.  Пять раз проходил учебу и аттестацию  по регби (Грузия, Литва, Франция, Польша, Румыния) как тренер сборной. С 2008 года на базе своих воспитанников создана в клубе  взрослая команда «Море», которая участвовала в Высшей лиге чемпионата Украины и  команда по регби-7.  Юношеские команды клуба трижды становились Чемпионами Украины, пять раз победителями международных турниров. В клубе МОРЕ подготовлено 12 мастеров спорта и более 80 кандидатов в мастера спорта. На базе воспитанников клуба МОРЕ были созданы три команды Высшей лиги  чемпионата  Украины: ТЕХАС, УИПА – Харьков, КИИПУ – Симферополь.
В 2013 году заключил с клубом «Море» контракт до конца года из-за того, что в начале регбийного сезона у команды не было старшего тренера. В 2015 году тренировал сборную Республики Крым в рамках соревнований Спартакиады учащихся России по регби.
Работает в феодосийском клубе «Море» в настоящее время.